# Steudeltunnel
Der Steudeltunnel war ein 283 m langer Eisenbahntunnel im 10. Wiener Gemeindebezirk, Favoriten, benannt nach Johann Heinrich Steudel (1825–1891), dem ersten Bezirksvorsteher von Favoriten, dessen Liegenschaft (heute: Favoritenstraße 76), ein Gasthaus, im Verlauf der Trasse zu unterfahren war.
Der Tunnel wurde 1873 eröffnet, am 28. März 2010 gesperrt und daraufhin abgetragen.

## Lage
Der Steudeltunnel war Teil der Verbindungsbahn von Süd- zu Nordbahn und unterquerte bei der Favoritenstraße bzw. beim späteren Südtiroler Platz die Südbahn in schrägem Winkel. Die Strecke verlief dann auf dem Frachtenbahnhofsgelände von Süd- und Ostbahn ähnlich wie heute die in Hochlage errichtete Zufahrt von der Südbahn zum neuen Hauptbahnhof (siehe historischen Lageplan hier), jedoch in einem Einschnitt.
Der 1873, im Jahr der Weltausstellung in Wien, eröffnete Tunnel ersetzte die 1857 gebaute oberirdische Streckenführung der Verbindungsbahn in diesem Bereich (Details zur oberirdischen Strecke siehe hier, letzter Absatz). Er war ursprünglich zweigleisig.

### Westliche Rampe und Tunnelportal
Die später eingleisige Strecke durch den Tunnel zweigte zwischen den heutigen S-Bahn-Stationen Matzleinsdorfer Platz (Hochlage) und Wien Hauptbahnhof (Gleise 1 und 2, Tieflage) mit einer abwärts führenden Rampe Richtung Nordwesten von den Südbahngleisen ab. Nach dem in den späten 1950er Jahren erfolgten Bau der hier in Tieflage verlaufenden Stammstrecke der Wiener Schnellbahn beim Südbahnhof lag das westliche Tunnelportal unmittelbar neben dem Portal des Tunnels der S-Bahn-Stammstrecke (Höhe Schönburgstraße).

### Östliches Tunnelportal
Das östliche Tunnelportal lag unmittelbar nach der Unterquerung der Südbahngleise südlich der ehemaligen Hinteren Südbahnstraße bei der Ecke Johannitergasse / Sonnwendgasse.

### Weitere Streckenführung
Die Verbindungsbahnstrecke verlief dann (wobei dieser Streckenteil schon wesentlich länger bestand als der Steudeltunnel) ostwärts etwa zwischen dem neuen Hauptbahnhof und der südlich parallel zu ihm angelegten Gerhard-Bronner-Straße weiter in einem Einschnitt. In diesem befand sich in offener Tieflage die bis 1945 im Kursbuch geführte Haltestelle Favoriten. Vor dieser Haltestelle zweigte ein Gleis in Fahrtrichtung rechts zu den Frachtengleisen ab. Nach der Haltestelle schloss am östlichen Ende des Einschnitts der seit der Eröffnung der S-Bahn 1962 stillgelegte Arsenaltunnel unter der Ostbahn zur Verbindungsbahn Richtung Arsenal bzw. Nordosten an. Nach der Stilllegung dieses Tunnels wurde hier für den durchfahrenden Güterzugsverkehr eine Rampe Richtung Südosten zu Hauptgleisen der Ostbahn errichtet.

## Baudetails
Der Tunnel bestand aus einem Ziegelgewölbe sowie einem Betongewölbe, das anlässlich der Erneuerung der Bahnbrücke über den Südtiroler Platz nach dem Zweiten Weltkrieg errichtet wurde. Im Zuge der Elektrifizierung der Donauländebahn wurde 1971 auch der Tunnel als Umleitungsstrecke elektrifiziert. Dabei wurde die Neigung der Rampe zur Ostbahn von 25 ‰ auf 12 ‰ reduziert.

## Ersatz
Im Zuge der Errichtung des neuen Wiener Hauptbahnhofs wurde der Steudeltunnel nach der Fertigstellung einer zweigleisigen Verbindung in Hochlage, die ihn ersetzt, gesperrt und in der Folge abgetragen. Bei der Situierung der neuen Gleise wurde davon ausgegangen, dass alle von der Südbahn auf die Ostbahn übergehenden Züge, auch wenn sie im Hauptbahnhof nicht halten, diesen durchfahren. Dazu wurde zwischen den Bahnsteiggleisen 8 und 9 und neben Gleis 12 je ein Durchfahrtsgleis errichtet. Da der Tunnel unterhalb des Hauptbahnhofs und unter der neuen Eisenbahnbrücke über die Laxenburger Straße lag, für die tragende Stützen auf der Tunneldecke stehen hätten müssen, wurden Stützmauern in den Tunnel hineingebaut und der übrige Hohlraum mit Ausnahme eines zuvor noch hineinverlegten Abwasserkanals mit Beton verfüllt.